# Нитокрис I
Нитокрис I (VII век до н. э. — 586 до н. э.) — древнеегипетская принцесса и жрица, дочь фараона Псамметиха I. Она носила титулы «божественной поклонницы Амона» и «супруги бога Амона» в 655—585 годах до н. э.

## Биография
Нитокрис I была дочерью фараона XXVI династии, Псамметиха I, от его жены Мехетенвесхет.
В начале своего правления, в марте 656 года до н. э., Псамметих I направил мощный военный флот в Фивы и заставил действовавшую в то время Супругу бога Амона Шепенупет II, дочь Пи, назначить Нитокрис в качестве наследницы этого могущественного титула. Церемония назначения Нитокрис I запечатлена на стеле «Усыновление». Неизвестно когда она получила титул божественной поклонницы Амона, но она занимала эту должность до смерти.
Когда ей было за восемьдесят, она удочерила свою внучатую племянницу Анхнеснеферибре, дочь Псамметиха II.
Во время своего правления она провела несколько строительных работ в Карнаке, Луксоре и Абидосе. Она была похоронена в Мединет-Абу, в гробнице, которую она делила со своей родной матерью и приёмной бабушкой. Её саркофаг был повторно использован в птолемеевской гробнице в Дейр-эль-Медине, а сегодня находится в Каирском музее.